# Къща музей „Георги Бенковски“
Къщата на Георги Бенковски е архитектурен паметник от първата половина ХІХ век. Построена през 1831 г. в Копривщица и е типичен представител на т.нар. еснафски къщи. Има симетрична конструкция, център на която е силно изнесеният напред открит чардак, продължаващ в дълбочина в обширния салон на втория етаж на къщата – помещение, използвано през лятото за работа или отмора. Домът на Хлътеви е запазен и е отчужден за музей през 1924 година с указ на цар Борис III.
Експозицията съдържа нялолко ценни вещи, принадлежали някога на революционера и семейството му. Сред тях са детската му люлка, преса за луканки в кухнята, както и личната пушка на революционера, марка „Уинчестър“.
Преди 1989 година изложението е изградено с оръжия на Партизанска бригада „Георги Бенковски“. Впоследствие експонатите са преместени.
В музея се пази макет на прочутото Черешово топче, използван и до днес при ежегодното театрализирано по сценарий на Петко Теофилов и Недельо Меслеков възпроизвеждане на моменти от обявяването на Априлското въстание, провеждано на площад „20-ти Aприл“ на 1 – 2 май, организирано от Народното читалище и Дирекция на музеите в града.
Чешма-паметник в чест на Георги Бенковски е изработена от гранитна морена и поставена през 1971 г. пред родният дом на революционера. Чешмата е направена от копривщенският каменоделец Атанас (Танчо) Юруков с размери 170/110/40 см.
Стълбите над къщата водят до „Мемориален комплекс „Човекът, що даде фаталният знак“ от където се открива красива гледка към града.
Музея се намира на ул. „Г. Бенковски“ № 5 и се стопанисва от Дирекция на музеите.